# Tribonyx ventralis
La gallinella codanera o gallinella codanera australiana (Tribonyx ventralis,  sin.: Gallinula ventralis (Gould, 1837)) è un uccello della famiglia dei Rallidi diffuso in Australia.

## Descrizione
È un rallide lungo 30–38 cm, con un peso di 250–500 g e una apertura alare di 55–66 cm.

## Biologia

### Alimentazione
Si nutre di semi (Polygonum spp., Triticum spp.) ed altra materia vegetale e anche di piccoli invertebrati.

### Riproduzione
Questo uccello è solito nidificare in prossimità dell'acqua, in aree con fitta vegetazione. Il nido è una semplice coppa formata da ramoscelli e foglie, foderata di piume. La stagione riproduttiva è variabile in base alle condizioni atmosferiche ed in genere inizia subito dopo le prime piogge.

## Distribuzione e habitat
La specie è ampiamente distribuita in quasi tutta l'Australia.